# Gente con chispa
Gente con chispa fue un programa de televisión español (1998-2001) emitido en televisiones autonómicas como Canal Sur Televisión, Telemadrid y Canal Nou. Este programa estaba presentado por Jesús Vázquez, que lo abandonó para fichar por Antena 3, siendo sustituido por Javier Cárdenas. Antena 3 emitió una versión parecida denominada Quién dijo miedo. 

## Formato
Se trataba de un programa de entretenimiento, en el que los invitados eran personas famosas y reconocidas (llegando a estar como invitado Chiquito de la Calzada). Consistía en jugar diversos juegos con el fin de recaudar fondos para una Organización no gubernamental. Uno de los ejemplos de pruebas a las que jugaban consistía en que todos los invitados debían tener los ojos vendados, tratando de identificar objetos que estaban en una pecera, con el fin de divertir al espectador.